# Есприт Арена
Merkur Spielarena (Меркур Шпийларена, стилизирана като MERKUR SPIEL-ARENA), известна по-рано като ESPRIT Arena (Есприт Арена, до 2 август 2018 г.), LTU Arena (Ел-Те-У Арена, до юни 2009 г.) е многофункционален стадион в Дюселдорф, Германия.
Стадионът има 54 600 места за зрители, плъзгащ се покрив и специална отоплителна система, която позволява използването на стадиона през лятото и зимата.
Той е построен между 2002 и 2004 г. в близост до река Рейн на мястото на бившия стадион Райнщадион (Rheinstadion), който не е отговарял на определени стандарти.